# Droga wojewódzka 859
Die Droga wojewódzka 859 (DW859) ist eine 300 Meter lange, innerstädtische Droga wojewódzka (Woiwodschaftsstraße) in der polnischen Woiwodschaft Masowien. Die Strecke liegt im Powiat Kozienicki und ist eine der kürzesten Woiwodschaftsstraßen des Landes.

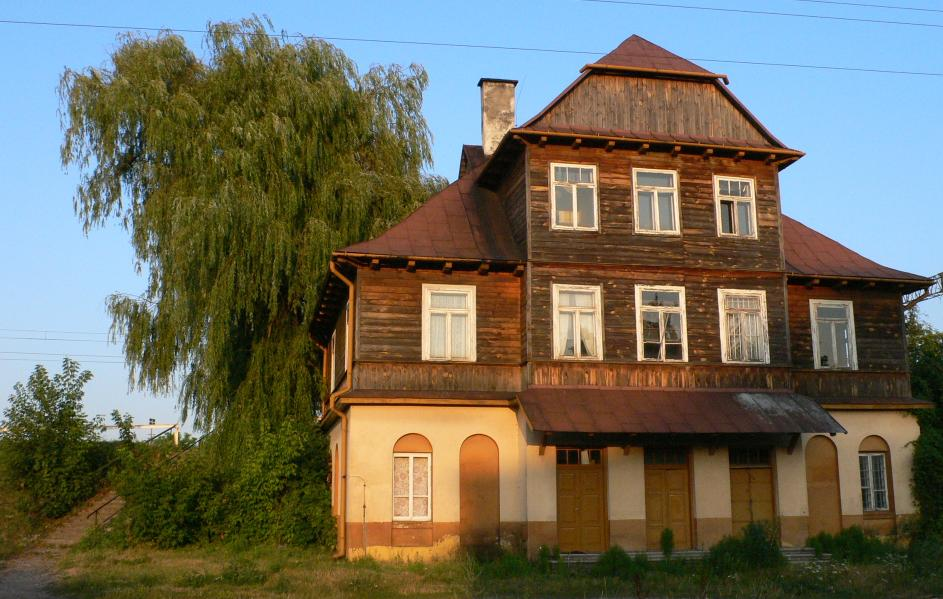
Bahnhof Zajezierze koło Dęblina

Die DW859 zweigt in Zajezierze von der DK48 (Tomaszów Mazowiecki–Dęblin) in nordöstlicher Richtung ab, knickt nach 200 Metern nach Süden ab und erreicht nach etwa 100 Metern den Vorplatz des Bahnhofs Zajezierze koło Dęblina an der Bahnstrecke Łuków–Radom.

## Streckenverlauf
Woiwodschaft Masowien, Powiat Kozienicki
-  Zajezierze (DK10)
-  Bahnhof Zajezierze koło Dęblina (Bahnstrecke Łuków–Radom)